# 제1기 파시키비 원로원
제1기 파시키비 원로원(핀란드어: Paasikiven ensimmäinen senaatti 파시키벤 엔심매이넨 세나티[*])은 독립 핀란드의 두 번째 내각이다. 다만 이때는 "내각"이라는 표현을 사용하지 않았고 국가평의회도 없었다. 따라서 국가평의회의 전신인 원로원이 정부내각의 구실을 했고 각료들도 "장관(ministeri 미니스트레리[*])"이 아닌 식민지 시절의 "국장(päällikkö 팰리쾨[*])" 직함을 사용했다.
1918년 5월 27일에서 1918년 11월 27일까지 내각이 성립했다. 1918년 6월 28일 핀란드당 각료 두 명과 스웨덴 인민당의 프레위가 사임했다. 청년 핀란드당이 왕정복고 운동을 노골적으로 벌이기 시작하자 농업동맹 각료들은 항의의 의미로 8월 17일 총사퇴했다.
1918년 11월 독일 제국이 패망하여 제1차 세계 대전이 종전하자 핀란드 의회는 민주공화정을 채택했고 원로원도 폐지되어 국가평의회로 대체되었다.
| 직책                                                                    | 성명                       | 재임기간                         | 정당 | 정당          |
| ----------------------------------------------------------------------- | -------------------------- | -------------------------------- | ---- | ------------- |
| 원로원장 Senaatin puheenjohtaja                                         | 유호 쿠스티 파시키비       | 1918년 5월 27일–1918년 11월 27일 |      | 핀란드당      |
| 외무국장 Ulkoasiaintoimituskunnan päällikkö                             | 오토 스텐로트              | 1918년 5월 27일–1918년 11월 27일 |      | 청년 핀란드당 |
| 법무국장 Oikeustoimituskunnan päällikkö                                 | 온니 탈라스                | 1918년 5월 27일–1918년 11월 27일 |      | 청년 핀란드당 |
| 내무국장 Sisäasiaintoimituskunnan päällikkö                             | 아르투르 카스트렌          | 1918년 5월 27일–1918년 11월 27일 |      | 청년 핀란드당 |
| 내무국장보 Sisäasiaintoimituskunnan apulaispäällikkö                    | 알렉산데르 프레위          | 1918년 5월 27일–1918년 6월 29일  |      | 스웨덴인당    |
| 군무국장 Sota-asiaintoimituskunnan päällikkö                            | 빌헬름 알렉산데르 테슬레프 | 1918년 5월 27일–1918년 11월 27일 |      | 무소속        |
| 재무국장 Valtiovaraintoimituskunnan päällikkö                           | 유하니 아라얘르비          | 1918년 5월 27일–1918년 11월 27일 |      | 핀란드당      |
| 종무교육국장 Kirkollis- ja opetustoimituskunnan päällikkö               | 에밀 네스토르 세탤래       | 1918년 5월 27일–1918년 11월 27일 |      | 청년 핀란드당 |
| 농무국장 Maataloustoimituskunnan päällikkö                              | 퀴외스티 칼리오            | 1918년 5월 27일–1918년 8월 17일  |      | 농업동맹      |
| 농무국장보 Maataloustoimituskunnan apulaispäällikkö                     | 에로 위리외 페흐코넨       | 1918년 5월 27일–1918년 8월 17일  |      | 농업동맹      |
| 운수공공국장 Kulkulaitosten ja yleisten töiden toimituskunnan päällikkö | 얄마르 카스트렌            | 1918년 5월 27일–1918년 11월 27일 |      | 청년 핀란드당 |
| 상공국장 Kauppa- ja teollisuustoimituskunnan päällikkö                  | 헤이키 가브리엘 렌발       | 1918년 5월 27일–1918년 11월 27일 |      | 청년 핀란드당 |
| 사회국장 Sosialitoimituskunnan päällikkö                                | 오스카리 빌호 로우히부오리 | 1918년 5월 27일–1918년 6월 29일  |      | 핀란드당      |
| 지방국장 Elintarvetoimituskunnan päällikkö                              | 햘마르 가브리엘 팔로헤이모 | 1918년 5월 27일–1918년 11월 27일 |      | 핀란드당      |
| 무임소국장 Salkuton senaattori                                          | 사물리 사리오              | 1918년 5월 27일–1918년 6월 29일  |      | 핀란드당      |

| 전임 제1차 스빈후부드 원로원 | 핀란드 원로원 1918년 5월 27일–1918년 11월 27일 | (국가평의회 내각) 제1차 잉그만 내각 |